# Ołeksij Demjaniuk
Ołeksij Wołodymyrowycz Demjaniuk (ukr. Олексій Володимирович Дем'янюк; ur. 30 lipca 1958 w Baranówce, zm. 5 kwietnia 1999 w Czopie) – ukraiński lekkoatleta specjalizujący się w skoku wzwyż, startujący w barwach ZSRR; dwukrotny mistrz ZSRR (1981 hala i 1982 stadion). Nie wystąpił na igrzyskach olimpijskich w Los Angeles (1984) z powodu bojkotu politycznego.
Jego syn, Dmytro, także jest skoczkiem wzwyż.

## Osiągnięcia
| Rok  | Impreza                   | Miejsce      | Lokata      | Wynik |
| ---- | ------------------------- | ------------ | ----------- | ----- |
| 1980 | Halowe mistrzostwa Europy | Sindelfingen | 6. miejsce  | 2,26  |
| 1980 | Igrzyska olimpijskie      | Moskwa       | 11. miejsce | 2,21  |
| 1982 | Mistrzostwa Europy        | Ateny        | eliminacje  | 2,15  |
| 1984 | Przyjaźń-84               | Moskwa       | 4. miejsce  | 2,15  |

## Rekordy życiowe
- Skok wzwyż (stadion) – 2,33 (1981 i 1984)
- Skok wzwyż (hala) – 2,33 (1985)[5]